# The Videos 1989–2004
The Videos 1989–2004 és un àlbum de videoclips realitzat per la banda estatunidenca Metallica. Inclou tots els videoclips realitzats per la banda entre els anys 1989 i 2004, i es va publicar el 4 de desembre de 2006 a tot el món per Warner Bros. Records.

## Llista de cançons
| Núm. | Títol                  | Durada |
| ---- | ---------------------- | ------ |
| 1.   | «One»                  | 7:41   |
| 2.   | «Enter Sandman»        | 5:28   |
| 3.   | «The Unforgiven»       | 6:21   |
| 4.   | «Nothing Else Matters» | 6:24   |
| 5.   | «Wherever I May Roam»  | 6:05   |
| 6.   | «Sad but True»         | 5:26   |
| 7.   | «Until It Sleeps»      | 4:32   |
| 8.   | «Hero of the Day»      | 4:30   |
| 9.   | «Mama Said»            | 4:51   |
| 10.  | «King Nothing»         | 5:26   |
| 11.  | «The Memory Remains»   | 4:37   |
| 12.  | «The Unforgiven II»    | 6:33   |
| 13.  | «Fuel»                 | 4:35   |
| 14.  | «Turn the Page»        | 5:49   |
| 15.  | «Whiskey in the Jar»   | 4:43   |
| 16.  | «No Leaf Clover»       | 5:33   |
| 17.  | «I Disappear»          | 4:28   |
| 18.  | «St. Anger»            | 5:50   |
| 19.  | «Frantic»              | 4:55   |
| 20.  | «The Unnamed Feeling»  | 5:29   |
| 21.  | «Some Kind of Monster» | 4:28   |

| 22. | «2 of One – Introduction»                   | 6:00  |
| 23. | «One» (Jammin' Version)                     | 5:27  |
| 24. | «The Unforgiven» (Theatrical Version)       | 11:29 |
| 25. | «Some Kind of Monster» (tràiler pel·lícula) | 2:27  |

## Crèdits
- Andie Airfix – disseny caixa
- Michael Agel – fotografia
- Kevin Shirley – mescles
- Drew Griffiths – enginyeria
- Jared Kvitka – ajudant enginyeria
- Bob Ludwig, Ted Jensen – masterització
- David May – productor DVD
- Seann Cowling, Raena Winscott – productor associat DVD
- Ted Hall – mescles postproducció
- Jason Talton – ajudant mescles postproducció
- Sean Donnelly – disseny menús DVD
- Jim Atkins – DVD Authoring

## Posicions en llista
| Llista (2006/2007) | Posició | Certificacions |
| ------------------ | ------- | -------------- |
| Alemanya           | 34      | 1x Platí       |
| Austràlia          | 1       | 4x Platí       |
| Espanya            | 2       | 1x Or          |
| Estats Units       | 4       |                |
| Itàlia             | 12      |                |
| Nova Zelanda       | 1       | 1x Platí       |